# Агапе (ТВ емисија)
Агапе је српска ток-шоу телевизијска емисија чији је аутор и водитељ Александар Гајшек. Серијал Агапе почео је у октобру 2005. године на телевизији Студио Б, ексклузивним интервјуом с патријархом Павлом, а потом наставио са сталним гостом, академиком Владетом Јеротићем.
Глобална тема је Савремено друштво и религија. Подтеме су биле: смисао, вера, брак, породица, васпитање, медији, љубав, наркоманија, самоубиство, вера и болест, вера и нација, жена и мушкарац, снови, живот и смрт, магија и мистика и стваралаштво.
Од 26. марта 2023. емитује се на Инсајдер телевизији, уз одложено гледање на јутјуб каналу Агапе — Александар Гајшек.

## Формат
Емисија траје око сат времена. Међу Гајшековим досадашњим гостима били су многи из света религије и филозофије, науке и медицине, културе и уметности. Неки од њих су Емир Кустурица, Матија Бећковић, Јован Ћирилов, Сања Домазет, Мирка Зоговић и други.